# سیارک ۱۲۳۱۷
سیارک ۱۲۳۱۷ (به انگلیسی: 12317 Madicampbell، نامگذاری:1992HH1) دوازده هزار و سیصد و هفدهمین سیارک کشف شده‌است که در ۲۴ آوریل ۱۹۹۲ کشف شد.
قدر مطلق سیارک برابر ۲۹.۵ است.